# 萨瓦大学
萨瓦大学（法語：Université de Savoie）创建于1979年，是一所主校区位于法国萨瓦省的公立大学，该校在上萨瓦省也设有一个校区。

## 学校风景

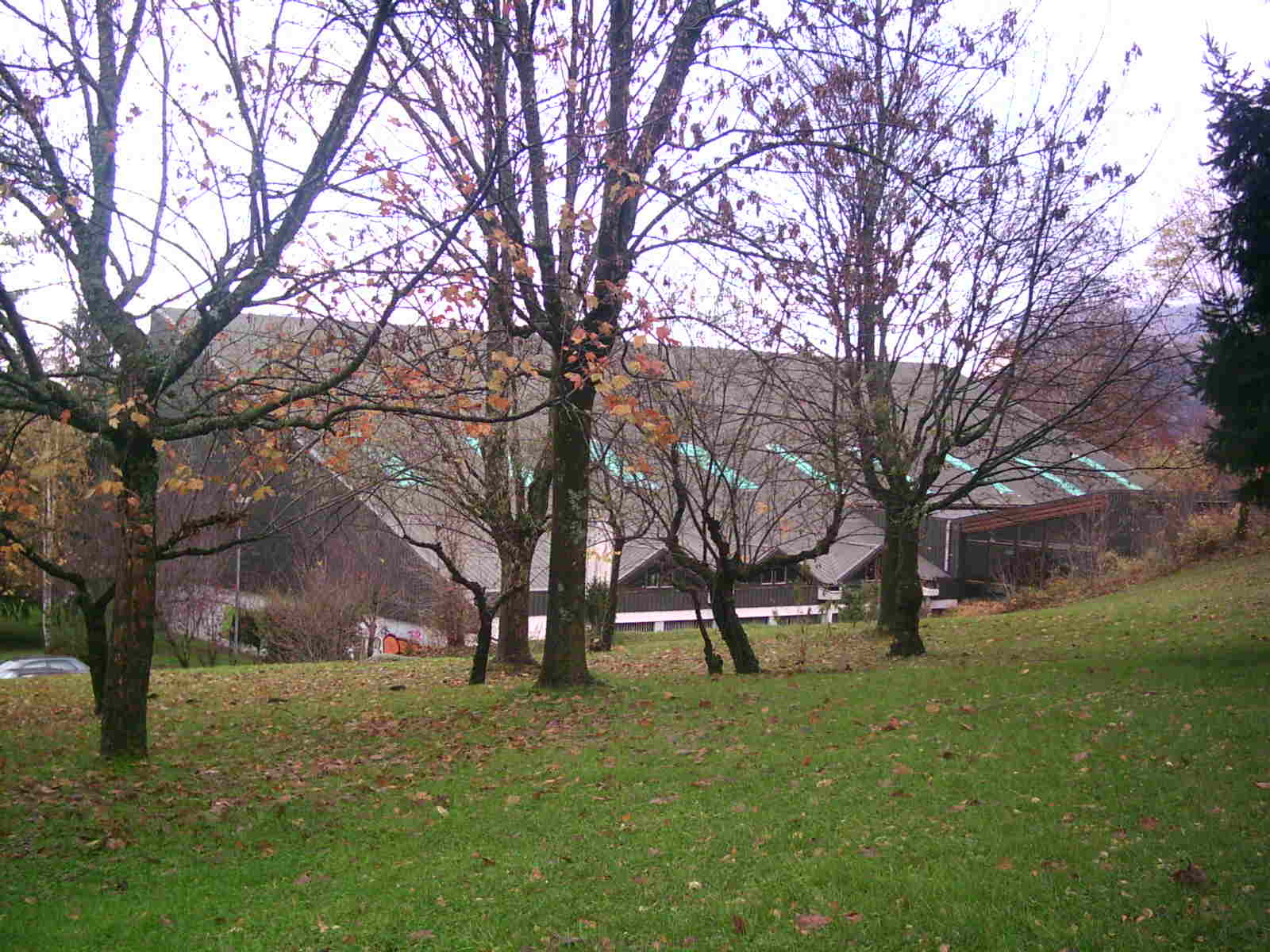
体育馆
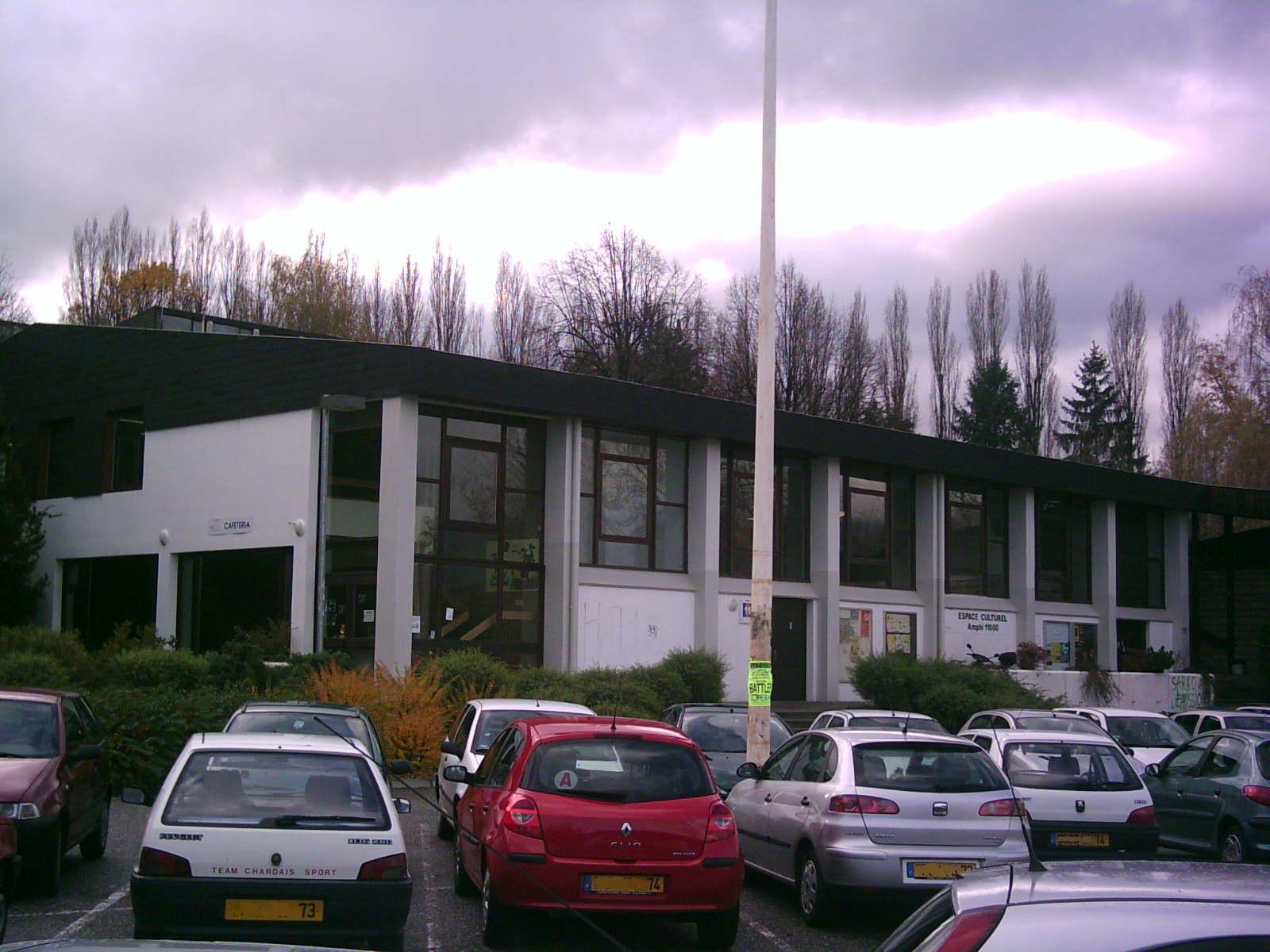
大讲堂
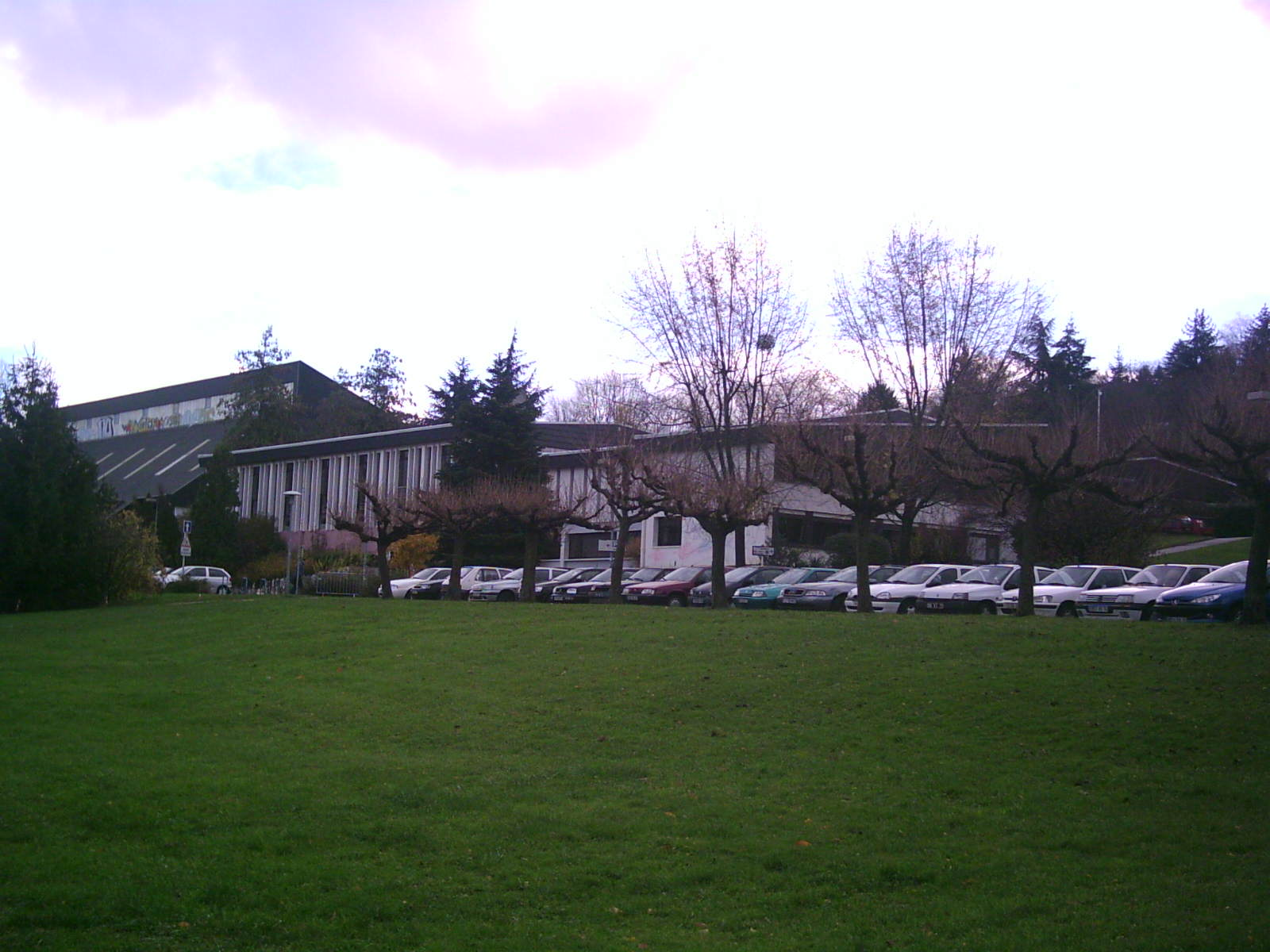
图书馆
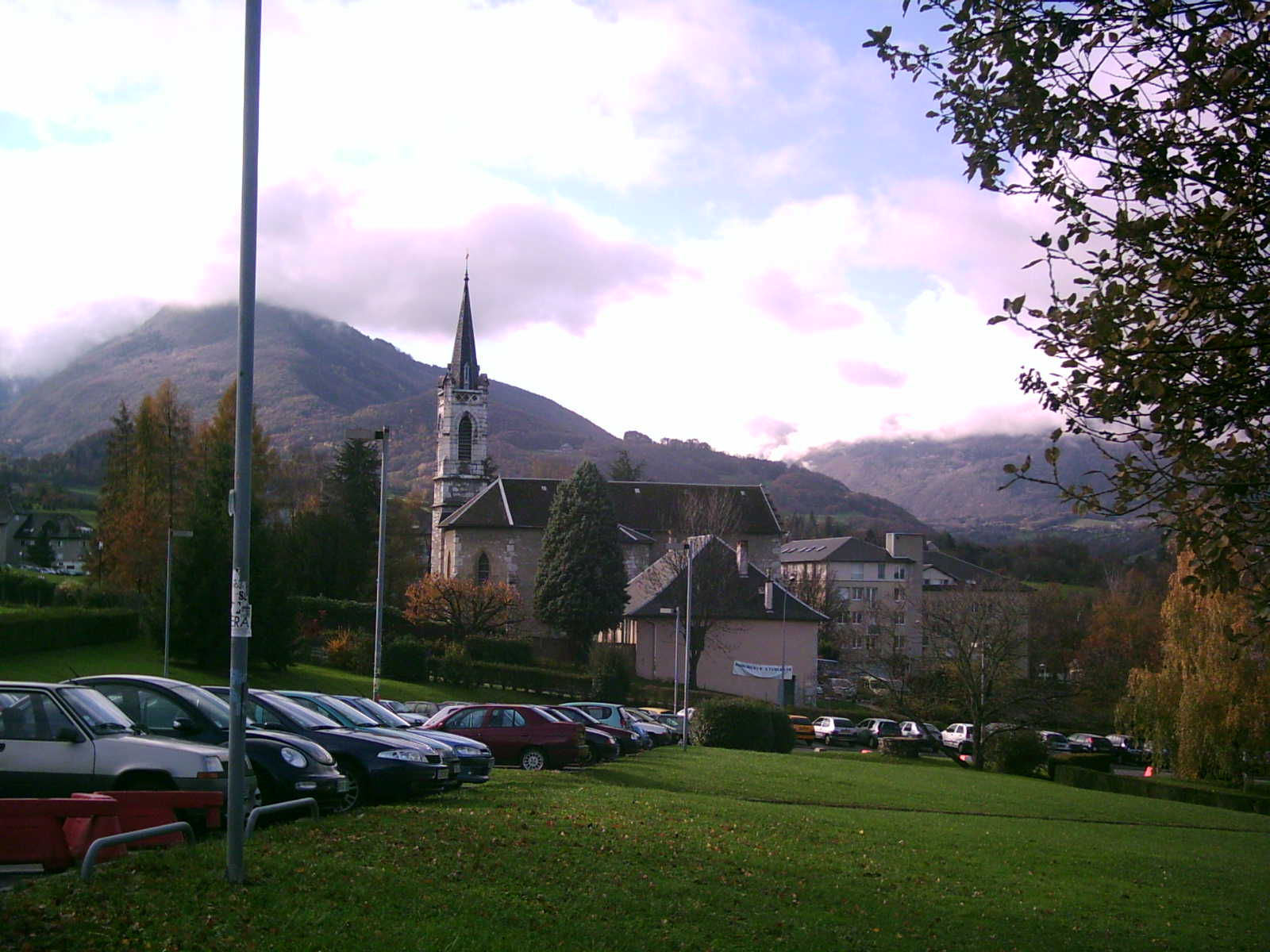
教堂